# Янковский, Зенон
Зе́нон Янко́вский (пол. Zenon Jankowski; род. 22 ноября 1937, Познань) — польский космонавт-дублёр, полковник ВВС.

## Биография
Родился в семье рабочих. 
В 1956 закончил общеобразовательный лицей имени Марцина Каспржака и поступил в Высшую офицерскую авиационную школу в Радоме. С 1957 продолжил обучение в Высшей офицерской авиационной школе в Демблине, которую закончил в 1960, 13 марта 1960 ему было присвоено первое офицерское звание. Ещё до завершения обучения получил квалификацию лётчика-инструктора и в течение двух лет после окончания школы обучал юных курсантов искусству пилотирования боевых самолетов. В 1966 поступил в Академию Генерального штаба Войска Польского имени Кароля Сверчевского, окончил её в 1969.
С 1960 служил инструктором в авиачасти (на МиГ-15), с 1962 служил в авиачасти истребителей-бомбардировщиков (на МиГ-17), с 1969 служил командиром эскадрильи истребителей-бомбардировщиков, затем начальником стрелковой службы эскадрильи, командиром эскадрильи, штурманом авиаполка (на Су-7). С 1975 – подполковник, заместитель командира авиаполка. Служил комендантом (начальником) Высшей офицерской авиационной школы в Демблине.
Классность:
- Военный летчик 3-го класса, пилот-инструктор (с 1958 года)
- Военный летчик 2-го класса (с 1961 года)
- Военный летчик 1-го класса (с 1962 года)

С 1964 член Польской объединенной рабочей партии.
В октябре-ноябре 1976 прошёл медицинское обследование в Центре подготовки космонавтов имени Ю. А. Гагарина и решением ГМК от 24 ноября был признан годным  к участию в космическом полете. 27 ноября 1976 года был отобран вместе с Мирославом Гермашевским (тогда майором) кандидатом на космический полет первого гражданина Польши по программе «Интеркосмос». Тренировки начал 4 декабря 1976. Сначала в качестве космонавта-исследователя в экипаже с О. Г. Макаровым, а с июля 1977 с В. Н. Кубасовым. Решение о том, что данный экипаж в конечном итоге станет дублирующим, а не основным, было принято незадолго до запланированной даты старта (в ПНР была выпущена постовая марка с ним, как первым космонавтом Польши). Во время полета корабля "Союз-30" и орбитальной станции «Салют-6» (27 июня — 5 июля 1978) был консультантом руководителя полета.
Позже вернулся на военную службу, которую завершил в звании полковника.